# Peter Vilfan
Peter Vilfan (Maribor, 29 giugno 1957) è un ex cestista sloveno, fino al 1992 jugoslavo.

## Carriera
Con la Jugoslavia ha disputato due edizioni Campionati mondiali (1978, 1982) e tre dei Campionati europei (1979, 1981, 1983).

## Palmarès
- Campionati della Slovenia: 2

1992, 1993
- Coppa di Slovenia: 2

Union Olimpija: 1992, 1993